# Clarence C. Wiley
Clarence C. Wiley était un pianiste et compositeur américain de ragtime. Il est né en 1883 dans l'état d'Ohio, et mourut en 1908 dans l'état d'Iowa. On ne lui connait qu'une seule œuvre, "Car Barlick Acid", composée en 1903. Il fait partie de ses nombreux pianistes de ragtime qui ne publièrent qu'une ou quelques compositions, mais dont le nom n'est pas tombé dans l'oubli.

## Composition
1903
- Car Barlick Acid - A Hot Piece Of Ragtime